# Haus Kaiser
Das Haus Kaiser ist ein Bauwerk in Darmstadt.

## Geschichte und Beschreibung
Das Haus Kaiser wurde im Jahre 1903 nach Plänen des Architekten Heinrich Metzendorf erbaut. Bauherr war der Kaufmann Georg Kaiser.
Die zweigeschossige Villa gehört stilistisch zum Jugendstil.

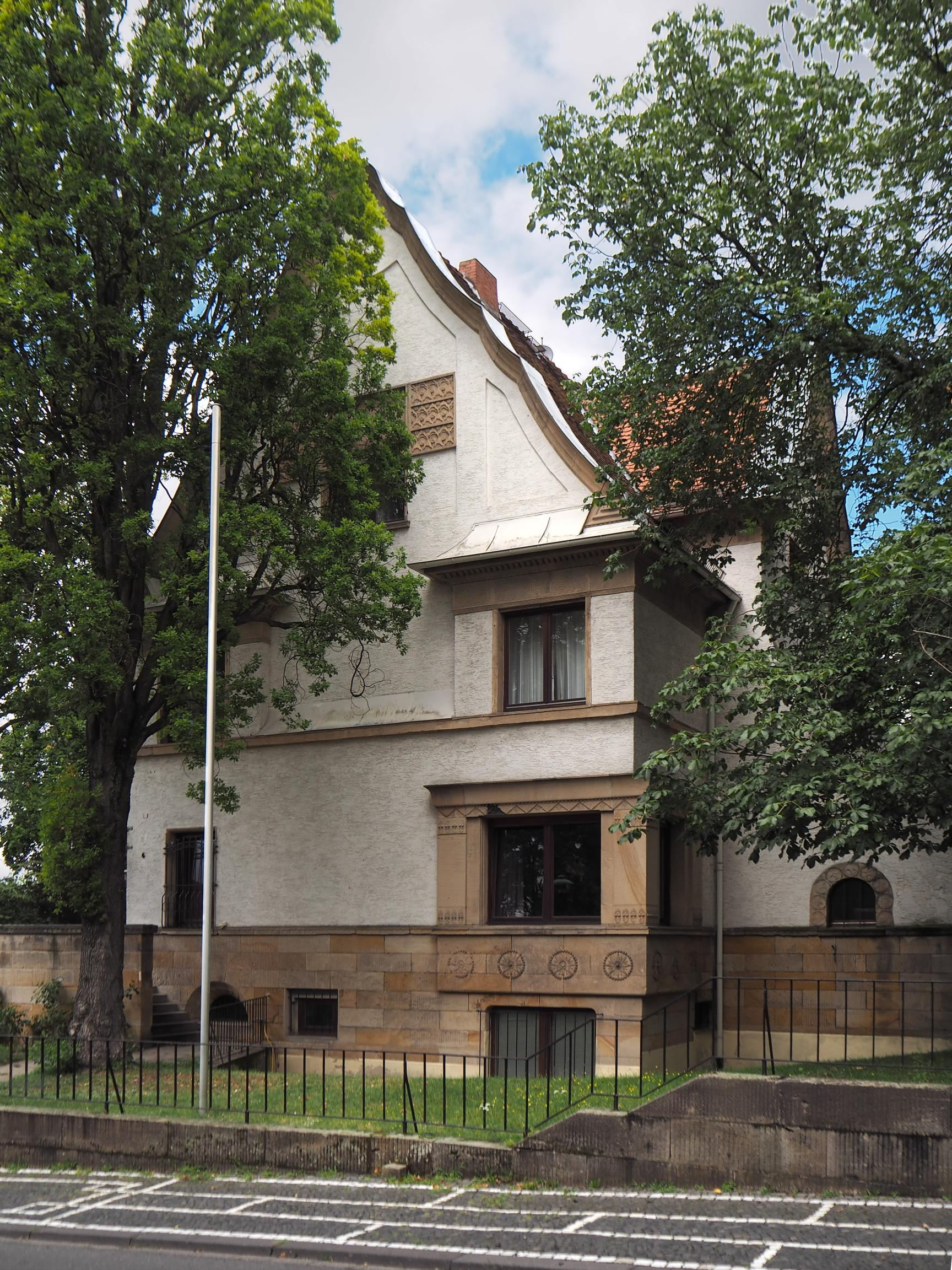
Erkerartig hervorgehobene Fenster am Haus Kaiser

Eine durch die Durchdringung zweier mit steilen Satteldächern versehene Baukörper erzeugte Kreuzform ist typisch für den Metzendorf´schen Baustil. Die straßenseitige Fassade besitzt zum Teil erkerartig hervorgehobene Fenster. Die Fenster in den Obergeschossen wiesen ehemals Klappläden im Landhausstil auf. Der in der Fassade leicht zurückspringende, gewellte Giebel ist mit einem in Putzbänder eingebundenen Kalksteinrelief akzentuiert.
Das Relief „Der Schäfer“ stammt von dem Bildhauer Ludwig Habich. Die Giebel des Querhauses sind ähnlich gestaltet. An diesen befinden sich neben den kleinen Landhausfenstern in Putzrahmung gefasste Randbögen.
Zu den ungewöhnlichen Details gehört ein ursprünglich das ganze Gebäude bis in Traufhöhe umspannender Kammputz von außergewöhnlicher Körnigkeit, sowie die charakteristische feine, werkgerechte Bearbeitung des Sandsteins.
Bei einem Luftangriff im Jahre 1944 wurde der Dachstuhl beschädigt.
Nach langsamem Verfall erfolgte in den 1960er-Jahren ein vereinfachter Wiederaufbau der Villa.
Heute beherbergt die Villa die Alte Darmstädter Burschenschaft Germania.

## Denkmalschutz
Das Haus Kaiser ist ein typisches Beispiel für die Villenarchitektur und das Jugendstildesign der 1900er-Jahre in Darmstadt. Aus architektonischen, baukünstlerischen  und stadtgeschichtlichen Gründen steht die Villa unter Denkmalschutz.